# Posel dobrých zpráv
Posel dobrých zpráv je studiové album českého zpěváka Karla Gotta, které vydalo na jaře 1987 vydavatelství Supraphon. Kromě písní, které Karel Gott nazpíval sám, se na albu nachází i duet s Marcelou Holanovou. Písně pro Karla Gotta na album napsali například Michal David, Karel Svoboda, Jiří Zmožek, nebo Pavel Větrovec. Album zaznamenalo veliký úspěch a přineslo Gottovi několik velkých hitů, například Zůstanu svůj, Čau lásko nebo Posel dobrých zpráv. Písně byly nahrány v letech 1986 a 1987, ve studiích Supraphonu a studiu Elektrovox. Propagováno bylo na Gottově turné v roce 1988 po Československu a Německu a v některých televizních vystoupeních Karla Gotta.

## Seznam skladeb
1. Zůstanu svůj
2. Posel dobrých zpráv
3. Mlčení ve dvou
4. Zůstaň stát
5. Kantiléna
6. Ani náhodou nechci lásku tvou
7. Ty se mi zdáš
8. Chyť své dny
9. Lady Moonlight
10. Nikomu nezávidím
11. Z diskotéky známá
12. Čau lásko (s Marcelou Holanovou)